# Шалашнево
Шала́шнево (рос. Шалашнево) — присілок у складі Нікольського району Вологодської області, Росія. Входить до складу Нікольського сільського поселення.

## Населення
Населення — 10 осіб (2010; 26 у 2002).
Національний склад (станом на 2002 рік):
- росіяни — 100 %